# Virgen de los Ángeles
Nuestra Señora de los Ángeles o Santa María de Los Ángeles o la Virgen de Los Ángeles es uno de los títulos con los que los católicos veneran a María, madre de Jesús.

## Historia
Según la hermana María Victoria Triviño, Fray Luis Nieto Andrés y otros autores, la tradición oral atribuye que en el año 352, con permiso del papa Liberio, unos ermitaños procedentes de Jerusalén construyeron en las afueras de Asís una ermita y depositaron en el altar unas reliquias del sepulcro de la Virgen María y otras dadas por el Patriarca San Cirilo. Por ello llamaron a la iglesia Santa María de Josafat, dedicando el altar a la advocación de la Asunción.
En atención a las reliquias asuncionistas, está iglesia también fue llamada Nuestra Señora de los Ángeles. Pero debido a que en el año 511 San Benito y sus monjes habitaron en ella y la dotaron de una porción de campo que la circunda, se le dio el nombre popular de "Porciúncula". Los benedictinos le cedieron el templo a San Francisco de Asís, el cual solicitó la consagración del sagrado recinto, rito litúrgico que ocurrió el 2 de agosto de 1215.
Recibiendo la inspiración del Señor, San Francisco solicitó al papa Honorio III una indulgencia plenaria para esta ermita, de modo que cuántos la visitaran en gracia de Dios consiguieran el perdón total de sus culpas y penas.
Para ganar la indulgencia se acordó que fuese el día 2 de agosto, conmemorando la Dedicación del templo y estableciéndose de esta manera el día universal de Nuestra Señora de los Ángeles. 
La tradición oral atribuye una gran aparición de Jesús y la Virgen a San Francisco de Asís en torno a esta celebración.
Ya en el siglo XX, el papa Pío X la proclamó Basílica Patriarcal y Capilla Papal con todos los privilegios de las Basílicas de Roma y Extramuros.
En 1968, en el pontificado de Pablo VI, la por entonces llamada Sagrada Congregación de Ritos publicó el Decreto para erigir Basílicas, en el cual se pide que en los templos que ya tengan este título honorífico o lo reciban posteriormente, se realice anualmente de forma especial, la celebración de Nuestra Señora de los Ángeles.
Hoy día la indulgencia ya no se limita al 2 de agosto, pues se abre desde el día 1 al mediodía y se cierra el día dos a la media noche.

## Patronazgo

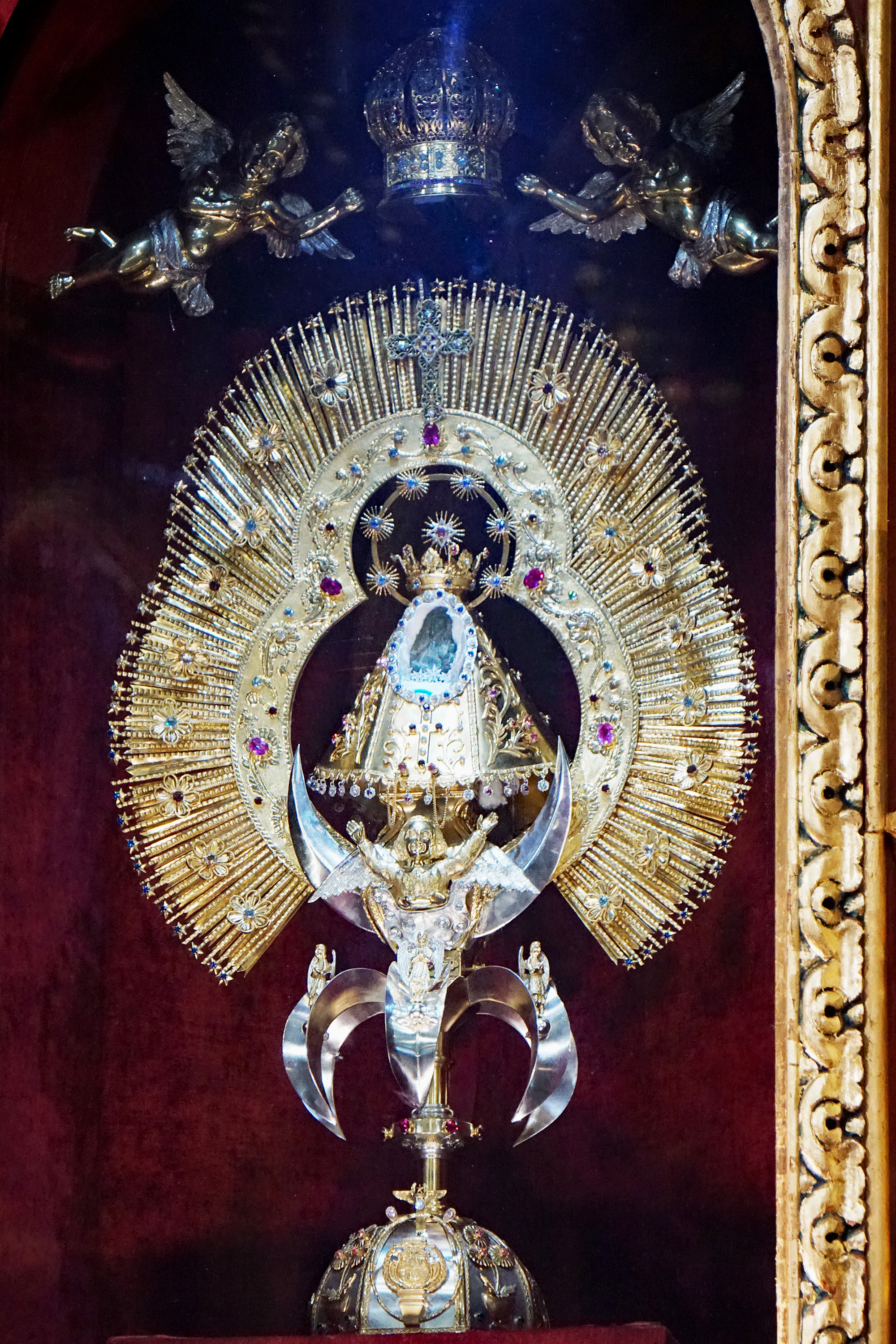
Imagen de la Virgen de los Ángeles, patrona de Costa Rica.

- Para la Orden de San Francisco, tiene el grado de solemnidad;
- La ciudad de Los Ángeles, toma su nombre de la misión franciscana de Nuestra Señora la Reina de los Ángeles.
- Para México es en la Ciudad Puebla de los Angeles.
- La Virgen de los Ángeles (Costa Rica), es la patrona oficial de dicho país, siendo el 2 de agosto feriado nacional.
- La Virgen de los Ángeles, patrona de la ciudad de Getafe, así como de la diócesis de Getafe en España.
- Nuestra Señora de los Ángeles es la patrona de la Aviación del Ejército de Tierra español, celebrándose el día 23 de junio.[1]
- Nuestra Señora De Los Ángeles Barrio de Los Ángeles, Alicante, patrona del barrio de Los Ángeles de la ciudad de Alicante, además fue patrona de dicha ciudad antes de la actual.
- La ciudad de Los Ángeles (Chile) fue fundada con el nombre de "Santa María de Los Ángeles" y tiene a esta advocación como patrona, existe un monumento a la entrada de la ciudad con su imagen.
- Es patrona del pueblo de Los Nietos, a la orilla del Mar Menor, donde tiene iglesia y es venerada el 2 de agosto, en el término municipal de Cartagena. España.
- Es patrona del pueblo de Fuente Victoria, en la provincia de Almería, donde tiene una Ermita y es conocida como La Reina de los Ángeles. Celebra su festividad anualmente desde 1618 en el mes de agosto.